# ペガサス湾

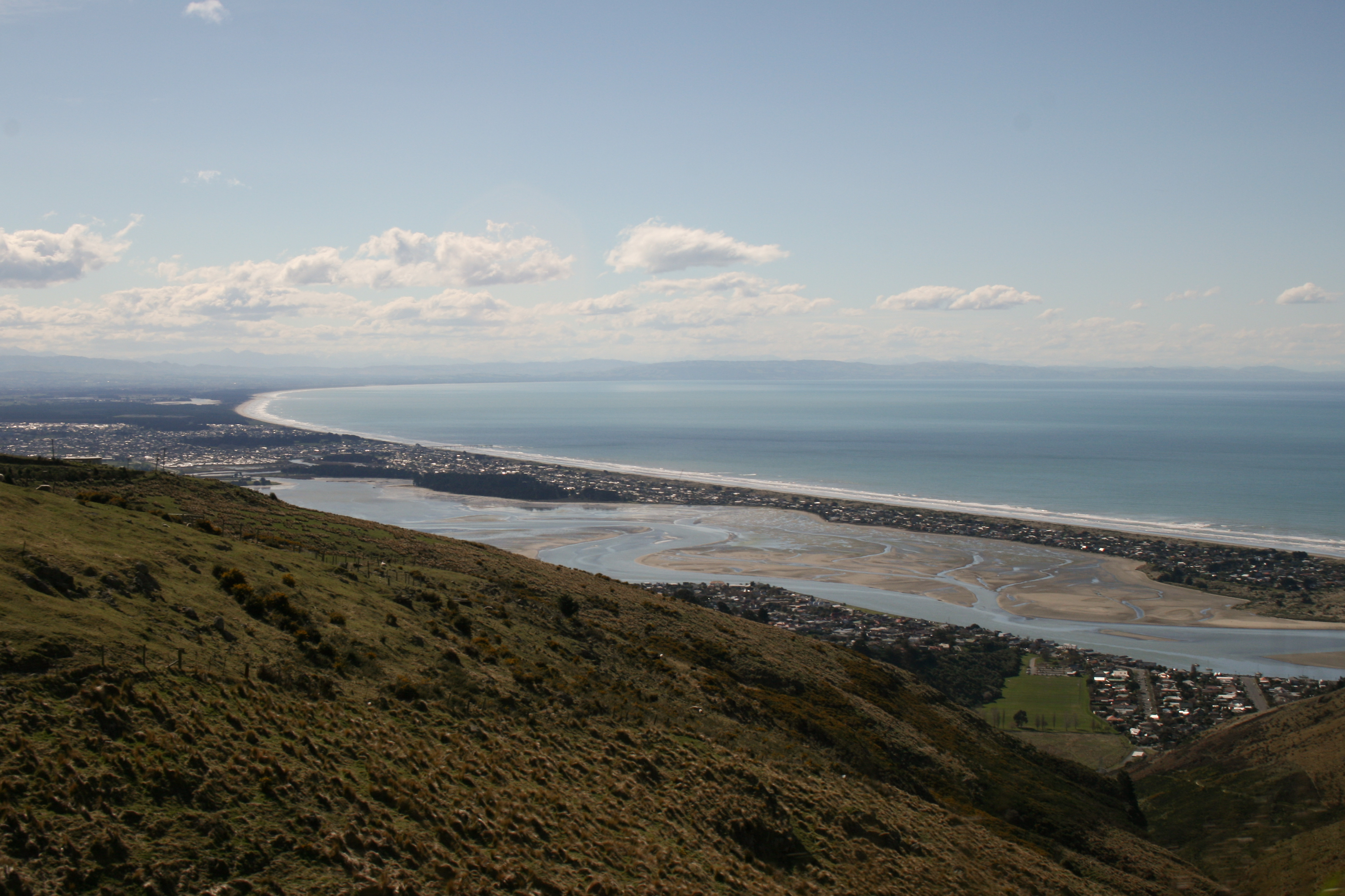
ペガサス湾とその手前の砂嘴にあるニュー・ブライトンの街

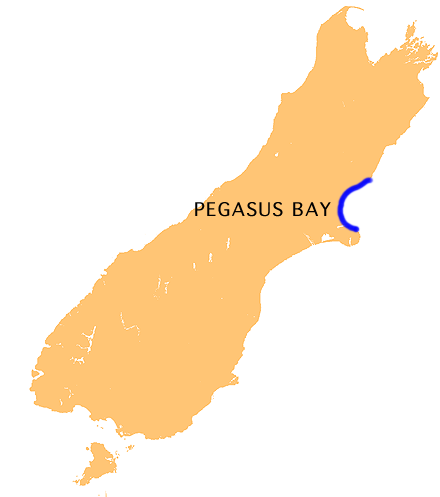
ペガサス湾の位置

ペガサス湾（ペガサスわん、英: Pegasus Bay）は、ニュージーランド・南島の東海岸にある湾で、バンクス半島北側にあたる。南島最大の都市クライストチャーチが湾岸にある。湾の外は太平洋が広がっている。